# 8431 Haseda
8431 Haseda eller 1997 YQ13 är en asteroid i huvudbältet som upptäcktes den 31 december 1997 av den japanska astronomen Takao Kobayashi vid Ōizumi-observatoriet. Den är uppkallad efter den japanske amatörastronomen Haseda Kastumi.
Asteroiden har en diameter på ungefär 7 kilometer.